# Berliner Astronomisches Jahrbuch

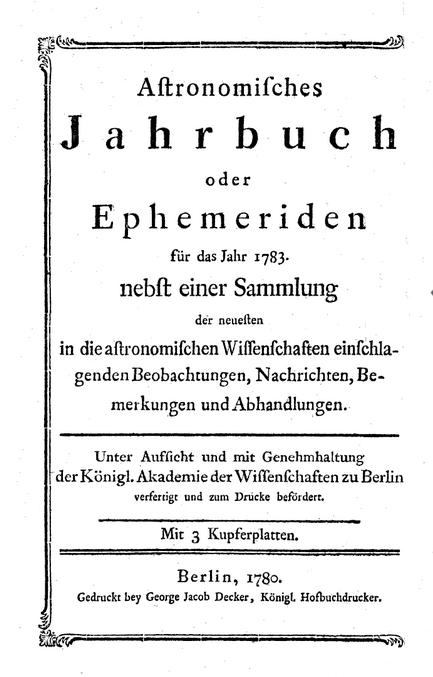
Capa da obra.

O Berliner Astronomisches Jahrbuch é um almanaque de efemérides astronômicas. É o mais antigo anuário astronômico e é um compêndio de efemérides de todos os grandes corpos do Sistema Solar corpos e de estrelas fundamentais que definem o sistema celeste de referência.
O anuário teve seu início em 1776, continuando até 1960, quando foi incluído na edição internacional do Astronomical Ephemeris e do Apparent Places of Fundamental Stars (APFS). Esta fusão foi decidida em 1959 pela União Astronômica Internacional.
O Anuário chegou a conter 500 páginas. A partir de 1907, continha posições aparentes precisas do primeiro catálogo fundamental internacional, que foi compilado para a astrometria. Mais tarde, esses dados foram atualizados para os catálogos de estrelas fundamentais FK3 e FK4.
Em 1940 o Almanaque foi editado em cooperação com o Jahrbuch Astronomisch-Geodätisches, do Astronomisches Recheninstitut em Heidelberg, Alemanha, que também foi incorporado às edições do UAI como os outros almanaques nacionais.